# Гильфердинг, Рудольф
Ру́дольф Ги́льфердинг (нем. Rudolf Hilferding; 10 августа 1877, Вена, Австро-Венгрия, ныне Австрия — 11 февраля 1941, Париж) — австрийско-немецкий экономист-марксист, теоретик австромарксизма, лидер австрийской и немецкой социал-демократии и II Интернационала, политический деятель Германии.

## Биография
Родился в Вене в богатой еврейской семье. Будучи студентом-медиком, Гильфердинг становится приверженцем идеи социализма. Параллельно с изучением медицины он посещает лекции марксистского экономиста Карла Грюнберга и физика Эрнста Маха, вокруг которого группировался кружок сторонников «этического социализма». Независимо от учёбы он изучает марксистскую теорию, а также историю и философию вместе с его друзьями, известными в будущем социал-демократами Карлом Реннером, Отто Бауэром и Максом Адлером и вступает в студенческую социал-демократическую организацию.
Окончив учёбу, Гильфердинг некоторое время работает врачом-педиатром, но всё более посвящает себя политической деятельности в Социал-демократической партии Австрии. Совместно с Максом Адлером учреждает издание «Магх-Studien», в котором затем опубликует ряд своих важных трудов. В 1902 году Гильфердинг пишет работу «Бём-Баверк как критик Маркса», где критикует теорию предельной полезности.
Он бросает работу врача в Вене и по приглашению Августа Бебеля переезжает в Берлин, где пишет статьи по вопросам марксистской политэкономии для Die Neue Zeit, теоретического органа немецкой социал-демократии, и преподаёт экономику в партийной школе СДПГ, однако под полицейскими угрозами выдворения из страны вынужден оставить этот пост, который переходит к Розе Люксембург. В 1907 году становится редактором центрального органа германской Социал-демократической партии «Форвертс» (до 1915 года).
Главным трудом Гильфердинга является «Финансовый капитал» 1910 года, одна из самых крупных марксистских работ по экономике после «Капитала», где он тщательно описал новые явления капиталистической экономики, введя понятие финансового капитала, сделал одну из первых попыток дать научное объяснение новым явлениям капитализма, связанным с его вступлением в стадию империализма. В этой книге рассмотрел материал об акционерных обществах, фиктивном капитале, описал биржу, рассмотрел процесс подчинения мелких капиталов крупным.
В годы первой мировой войны, будучи близок к центристским позициям Карла Каутского, он, как и его друг Гуго Гаазе, отвергал поддержку большинством немецких социалистов военных действий, однако не стал делать такие радикальные выводы, как Ленин. В 1915 году Гильфердинг был призван в австро-венгерскую армию как врач, но даже в это время он продолжал теоретическую деятельность и выдвинул теорию т. н. «организованного капитализма». К российской Октябрьской революции он отнёсся отрицательно, отвергая концепцию «диктатуры пролетариата».
В 1918 году он становится одним из лидеров Независимой социал-демократической партии Германии, выступавшей против войны и критиковавшей СДПГ слева. После обособления леворадикального крыла НСДПГ в Коммунистическую партию Германии он становится одним из лидеров партии, являясь редактором партийного органа «Фрайхайт (Freiheit)» (1918—1922). Отстаивал линию против сотрудничества с КПГ и на объединение с правыми социал-демократами из СДПГ, чего и добился в 1922 году.
Гильфердинг принимает участие в Ноябрьской революции. Сформированный в её ходе СДПГ и НСДПГ Совет народных уполномоченных назначает его в комиссию по социализации предприятий. Столкнувшись с неудовлетворительными результатами НСДПГ на выборах в Веймарское учредительное собрание, некоторое время поддерживал идею перехода власти к рабочим Советам. В 1919 году он получает немецкое гражданство и становится членом Экономического совета рейха. Был членом германской делегации на Генуэзской конференции (апрель-май 1922), участвовал в подписании Рапалльского договора. 4 мая 1924 года был избран депутатом Рейхстага, оставаясь главным спикером парламентской фракции в экономических вопросах вплоть до 1933 года.
В 1923 году на пике гиперинфляции становится министром финансов в правительстве Густава Штреземана. Позднее, в 1928—1929 годах, снова занимает этот пост во втором кабинете Мюллера, оставив его под давлением директора Рейхсбанка Ялмара Шахта. В 1924—1933 годах Гильфердинг издавал «Die Gesellschaft. Internationale Revue für Sozialismus und Politik».
В статьях и выступлениях 20-х годов выдвинул теории «организованного капитализма» и «хозяйственной демократии». Исследовал методы проникновения финансового капитала в сельское хозяйство, формы концентрации крестьянских хозяйств

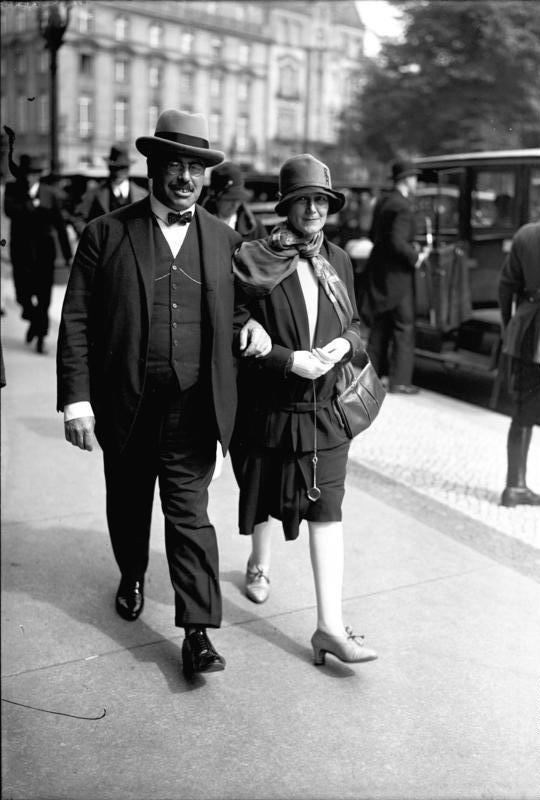
Рудольф Гильфердинг с женой

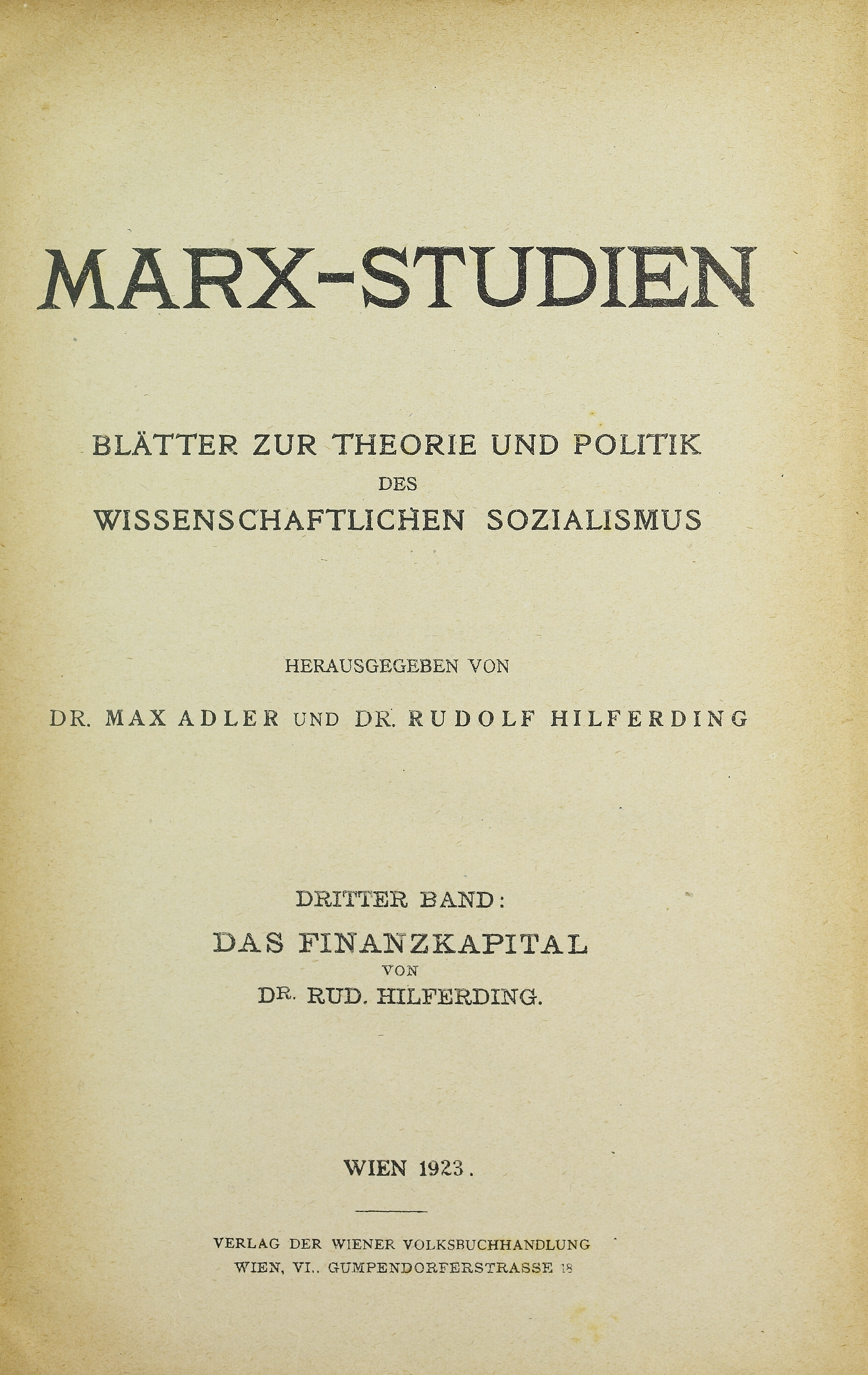
Finanzkapital, 1923

После прихода к власти Гитлера, будучи евреем и социалистом, был вынужден покинуть Германию: сначала он вместе со своим близким соратником Рудольфом Брейтшейдом уехал в Данию, затем в Саарбрюкен и, наконец, в Швейцарию (Цюрих) и Францию. Играл важную роль в эмигрантской организации СДПГ SoPaDe, был главным редактором Die Zeitschrift für Sozialismus, регулярно сотрудничал в Neuer Vorwärts («Нойер форвертс») — печати германской социал-демократической эмиграции. До 1939 года он также представлял свою партию в Социалистическом рабочем интернационале.
После оккупации Франции бежал из Парижа в Марсель. Вариан Фрай прилагал усилия, чтобы вывезти Гильфердинга и Брейтшейда из Франции. Несмотря на визу для выезда в США, в феврале 1941 года Гильфердинг под предлогом перевода в безопасное место был арестован и вскоре выдан властями вишистского режима нацистам. Скончался в гестаповской тюрьме «Ля Санте» в Париже при невыясненных обстоятельствах. По одним данным, Гильфердинг покончил с собой в тюрьме, по другим (в том числе согласно Брейтшейду) — был убит. Его жена Маргарете, первая женщина, принятая в Венское психоаналитическое общество, погибла в концлагере Терезиенштадт в 1942 году.

## Книги на русском языке
- Бём-Баверк как критик Маркса / Под общей редакцией Ш. Дволайцкого. — М.: «Московский рабочий», 1923. — 74 с. — (Экономическая серия).
- Капитализм, социализм и социал-демократия: сборник статей и речей М. — Л.: Госиздат, 1928
- Финансовый капитал. — М.: Соцэкгиз, 1959.
- Финансовый капитал. Новейшая фаза в развитии капитализма. — М.: Книжный дом Либроком, 2011.